# Joël Retornaz
Joël Retornaz (Chêne-Bougeries, 20 settembre 1983) è un giocatore di curling italiano.
È stato lo skip della nazionale di curling dell'Italia ai XX Giochi olimpici invernali di Torino 2006.
Retornaz e tutto il movimento italiano guadagnarono un'inaspettata popolarità proprio durante i Giochi, quando la squadra di semi-professionisti collezionò importanti vittorie contro nazioni di grande tradizione, quali Canada, Stati Uniti e Germania. Questi successi portarono ad una grande curiosità nazionale verso questo sport, fino ad allora poco conosciuto
. Ha ricoperto tale ruolo anche a PyeongChang 2018 e Pechino 2022. In carriera ha conquistato una medaglia di bronzo mondiale, primo storico podio per il movimento italiano, nel 2022, ripetendosi poi nel 2024, e tre medaglie di bronzo europee (2018, 2021, 2022).
Nel 2023 vince (con il suo team composto da Amos Mosaner, Sebastiano Arman e Mattia Giovannella) il primo Grande Slam di curling per una squadra italiana, il Masters. L'anno successivo si ripete conquistando i primi tre Slam della stagione (Tour Challenge, National, Masters) oltre al primo posto del ranking mondiale. Termina la stagione 2023-2024 al primo posto della classifica mondiale.

## Palmarès

### Mondiali
- Bronzo a Las Vegas 2022
- Bronzo a Schaffhausen 2024

### Europei
- Bronzo a Tallinn 2018
- Bronzo a Lillehammer 2021
- Bronzo a Östersund 2022

## Record nel Grande Slam
| Evento         | 2021–22 | 2022–23 | 2023–24 | 2024–25 |
| -------------- | ------- | ------- | ------- | ------- |
| Tour Challenge | N/A     | QF      | V       | Q       |
| The National   | DNP     | Q       | V       | QF      |
| Masters        | DNP     | V       | V       | Q       |
| Canadian Open  | N/A     | SF      | QF      | SF      |
| Players'       | Q       | SF      | F       | Q       |
| Champions Cup  | DNP     | Q       | N/A     | N/A     |